# 沙貝斯塔爾
沙貝斯塔爾是伊朗的城市，位於該國西北部，由東亞塞拜然省負責管轄，距離首府大不里士60公里，海拔高度1,446米，市內有大學，2006年人口13,857，居民使用土耳其語。在薩法維王朝期間， 沙貝斯塔爾的經濟和發展因為建立Azad大學而受到了重大推動。沙貝斯塔爾是著名伊朗神秘主義者馬哈茂德·沙貝斯塔里的故鄉。